# Boris (cráter)

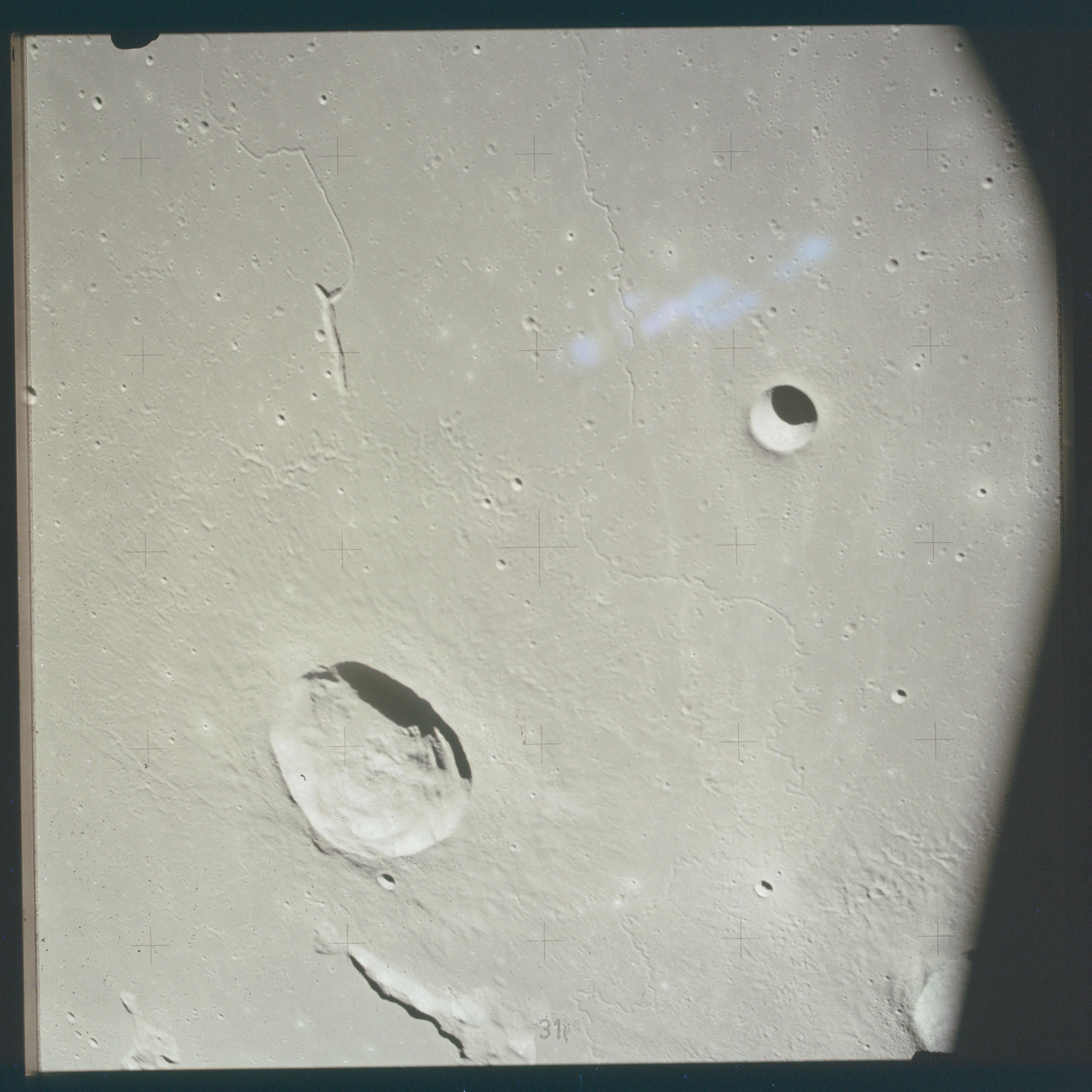
Boris (vista oblicua del entorno de Delisle)

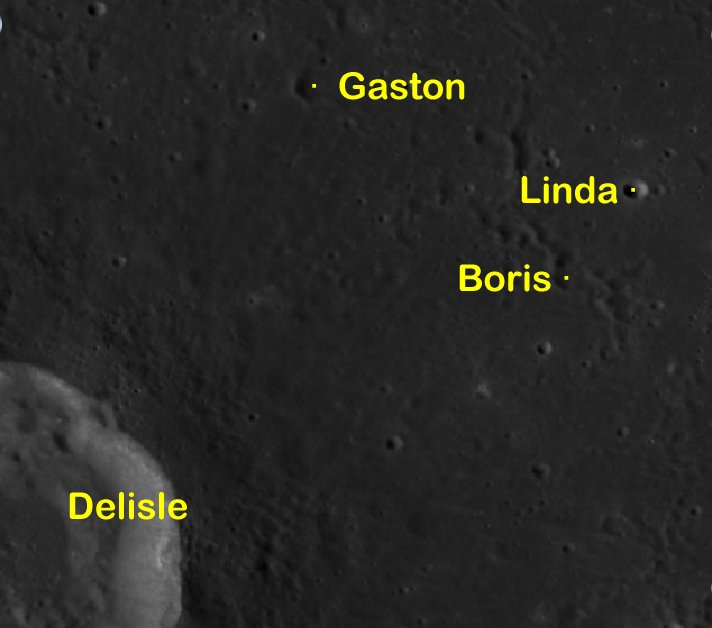
Cráteres vecinos (imagen LRO)

Boris es un pequeño cráter de impacto lunar que se encuentra en el Mare Imbrium, al noreste del cráter Delisle. Se halla cerca del extremo suroeste de una sinuosa grieta, denominada Rima Delisle, que serpentea hacia el noreste, en dirección al cráter Heis, antes de desvanecerse en el mar lunar.
|  |

Al noroeste aparece la cresta Rupes Boris, una pequeña escarpadura de 6 km de longitud. También al noroeste de Boris se localiza Gaston y casi al noreste Linda.
Este es uno de los cráteres lunares más pequeños que ha recibido oficialmente un nombre adjudicado por la UAI.